# Wachtürme Ybbs

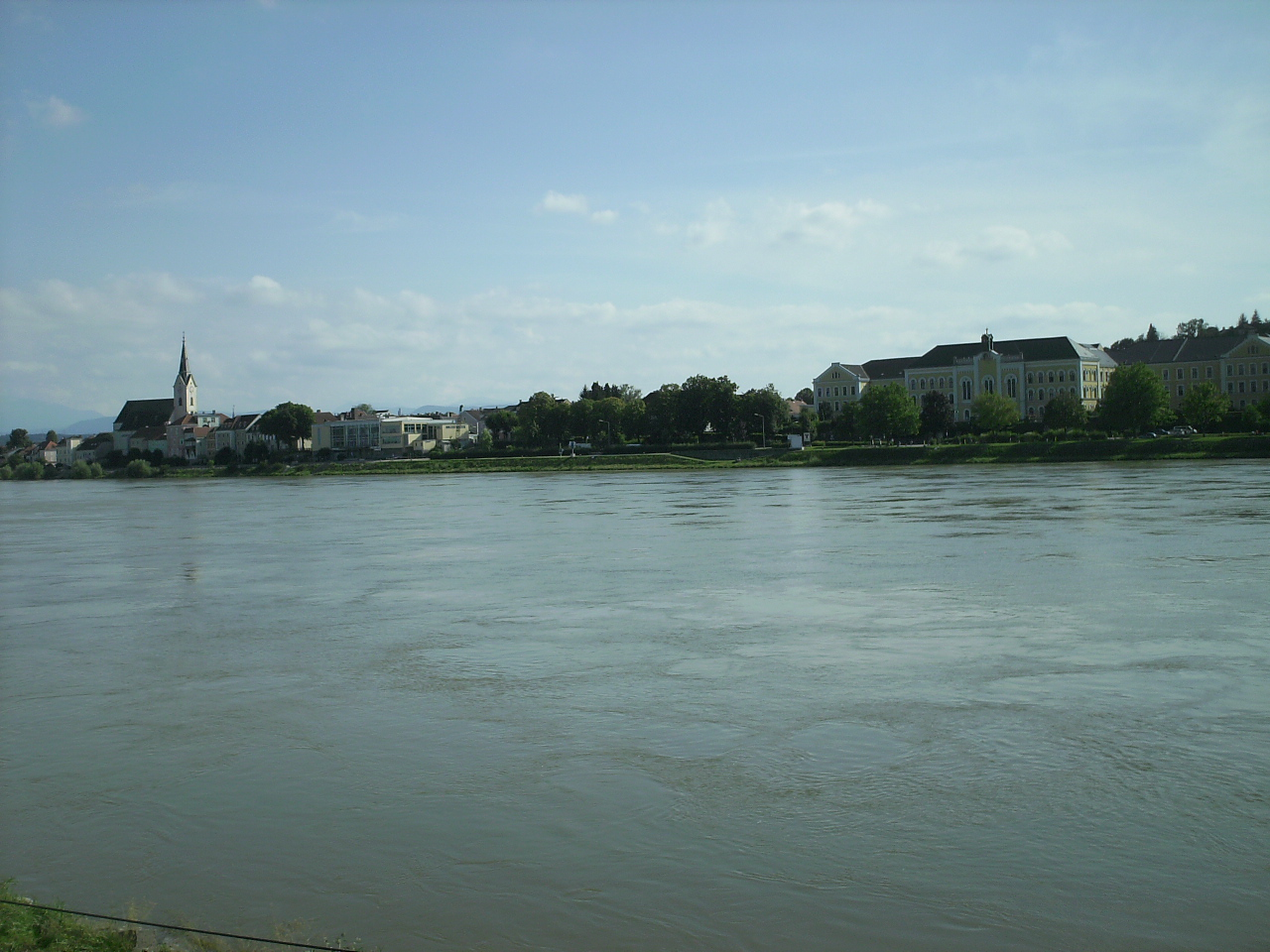
Ansicht von Ybbs/Donau/NÖ, Blick aus Nord

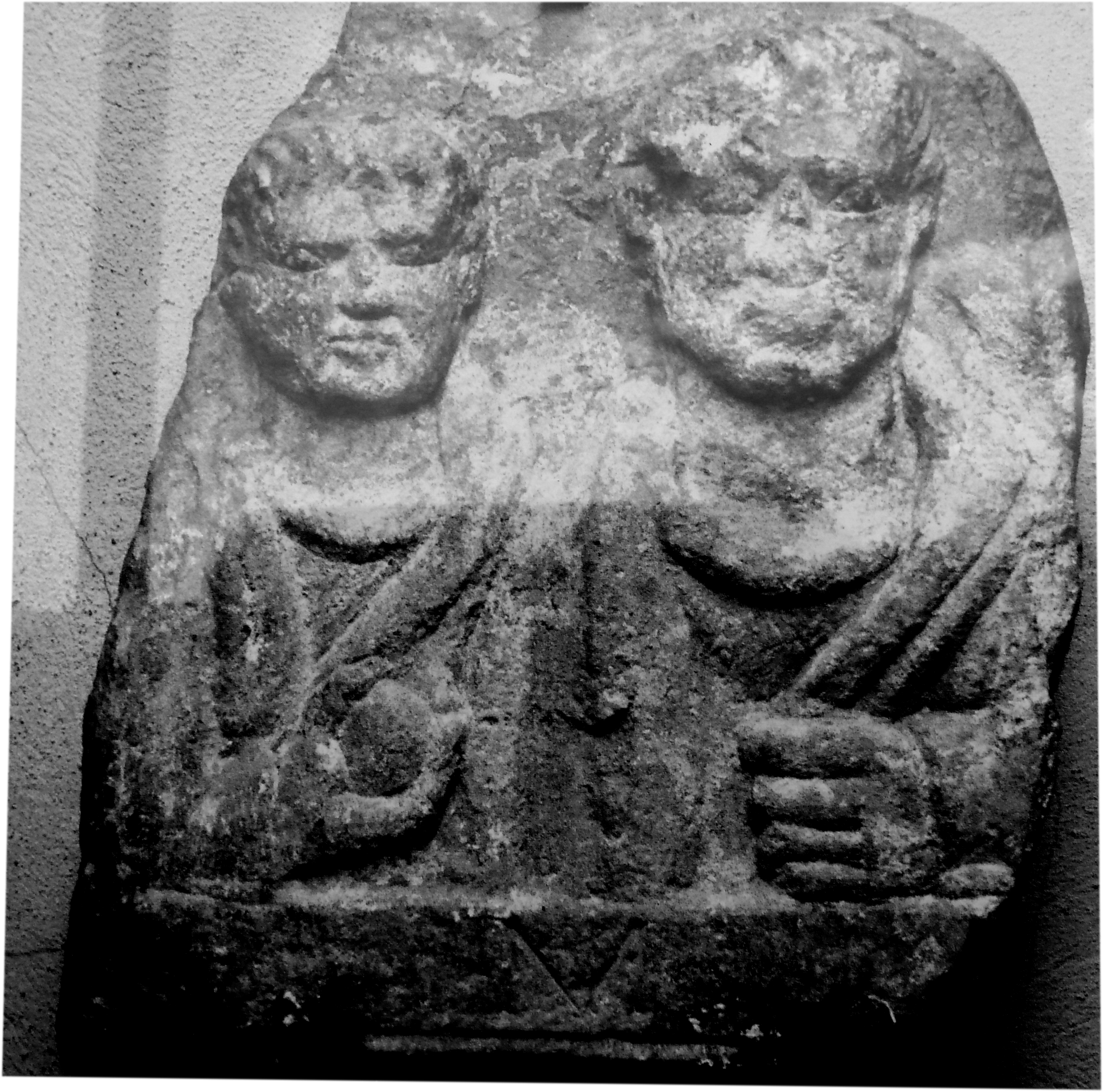
Römisches Grabrelief in der Pfarrkirche von Ybbs

Die Wachtürme von Ybbs waren Teil der Befestigungen des Donaulimes in Österreich, Bundesland Niederösterreich, Bezirk Melk, Gemeindegebiet der Stadt Ybbs an der Donau bzw. Ortsteil Neumarkt.
Streufunde und Inschriftsteine lassen eine militärische Anlage vermuten. Ein Inschriftstein soll Anfang des 16. Jahrhunderts ausgegraben worden sein, der den Bau eines Burgus durch Soldaten aus dem Lager Lauriacum angibt. Außer dem heute verschollenen Stein deuten Ziegelstempel auf die Existenz einer Kleinfestung in Ybbs hin. Ein weiterer, archäologisch nachgewiesener Wachtturm befand sich an der Limesstraße bei Neumarkt.

## Lage und Funktion
Die heutige Stadt Ybbs an der Donau liegt am Südrand der sog. Böhmischen Masse und ist durch die Flüsse Donau und Ybbs geprägt. Dort endet auch das Ybbstal, das für den Handels- und Reiseverkehr einen relativ bequemen Zugang zu den Ostalpen (insbesondere Eisenwurzen, Enns- und Murtal) ermöglichte. Diese Umstände begünstigten den späteren Aufstieg der Stadt zu einem der bedeutendsten Orte des Strudengaues. Die Ybbs ist auf alten Karten noch als Große und Kleine Ybbs dargestellt. Sie mündete damals, ca. 1 Kilometer stromabwärts, in einem breiten Delta, das nahe an die Stadt heranreichte, in die Donau.
In der Antike war dieser Abschnitt wegen Strudeln und Stromschnellen nur schwer zu passieren, aufgrund dessen diente die Station damals vielleicht schon als sicherer Ankerplatz für den Schiffsverkehr oder auch als Stützpunkt der Donauflotte. Möglicherweise diente der dortige Turm (oder evtl. auch ein Kleinkastell) zur Überwachung der Ybbsmündung.

## Name
Der antike Flussname „Ivisa“ oder „Ibusa“ entstammt einer alten, präslawischen Sprache. Die Römer übernahmen ihn als Substantiv der dritten Deklination „Ivesis“. Ein spätrömischer Ziegelstempel im Stadtmuseum trägt die Aufschrift FIG IVES LEG I NOR, zu deuten als: Figulina Ivesianae Legio Prima Noricorum = die Ziegelei an der Ybbs, die erste norische Legion. Nach der Tabula Peutingeriana könnte der Name dieses Stützpunktes Ad Pontem Ises oder Pons Ivesis gelautet haben. Die in der Tabula angegebene Entfernung von acht römischen Meilen entspricht in etwa der Lage der römischen Mauerreste des Wachturms in Neumarkt. Mehrfach wurde in der Forschung versucht Ad Pontem Ises Ybbs zuzuordnen, diese Theorie gilt heute aber als überholt.

## Befestigungsanlagen
| Turmstelle                      | Beschreibung | Lage                           |
| ------------------------------- | --- | ------------------------------ |
| Kleinkastell oder Wachturm Ybbs | Eine größere römische Befestigungsanlage konnte bis dato im Stadtkern nicht archäologisch nachgewiesen werden. Nur eine spätantike Bauinschrift und diverse Streufunde (u. a. der o. e. Ziegelstempel der Legio I Noricorum) lassen auf eine solche Militäranlage in oder in der Umgebung von Ybbs schließen. Auch in den meisten der Hauptquellen zum norischen Limes (z. B. Itinerarium Antonini, Notitia Dignitatum) wird Ybbs nicht erwähnt. 1508 soll hier ein Inschriftstein ("Dreikaiserstein") gefunden worden sein, der vom Bau eines Burgus im Jahr 370 durch Soldaten aus dem Legionslager Lauriacum (milites auxiliares Lauriacenses) berichtete, die unter dem Kommando eines Praepositos, Leontius, standen. Der Inschriftstein wurde 1508 am Donauufer bei Ybbs („[...] lapis nuper anno salutis M.D.VIII in ipsa (nomen oppidi est) Danubii ripa effossus [...]“) Es wurde aber auch behauptet, dass er ursprünglich aus Enns stammen soll. Diese Truppe wird ansonsten in keiner anderen antiken Quelle erwähnt. Der Inschriftenstein wurde durch Hans Geyer (der kaiserliche Baumeister, Pfleger und Mautner von Ybbs) an Johannes Cuspinianus übergeben, von diesen kam er an dem aus Hall stammenden Johannes Fuchsmagen (auch Fuxmagen) (um 1450–1510) Gefolgsmann Kaiser Maximilians I. Laut den Humanisten Wolfgang Lazius und Peter Apianus soll er zwischen 1508 und 1509 von diesem nach Wien gebracht und vorübergehend in seinem Haus aufbewahrt worden sein: „Etiam in aedib[us] eiusdem Doctoris est lapis quem ex Ibs illuctranstulit.“; er wurde später in das “collegio ducali Viennae” (Universität Wien) verbracht. 1622 ging er beim Umbau des Jesuitenklosters wieder verloren. Erhalten blieb auch ein Grabrelief, das heute in der Pfarrkirche von Ybbs zu besichtigen ist. Auch in der Folgezeit (19. Jahrhundert) hörte man immer wieder von Funden aus römischer Zeit (Münzfunde), zuletzt 1906 ein Ziegelstempel mit dem Aufdruck FIG IVES und ein Grabstein. In den 1980er Jahren wurden im Zuge der Altstadtsanierungen massive Mauerreste freigelegt, deren Befund jedoch nicht dokumentiert und veröffentlicht. Zwischen 2014 und 2017 wurden sie auf Initiative des örtlichen Kulturvereins von Mitarbeitern des Bundesdenkmalamtes erneut untersucht und konserviert. Ob es sich dabei tatsächlich um die Reste einer römischen Kleinfestung oder den Burgus Ad Pontem Isis handelt ist jedoch noch umstritten. | 48° 10′ 38,4″ N, 15° 5′ 7″ O   |
| Wachturm Neumarkt an der Ybbs   | Die bisher einzige archäologisch nachgewiesene Fundstelle eines römerzeitlichen Wachturms befindet sich in Neumarkt an der Ybbs in einer Schottergrube. Seine Besatzung kontrollierte wohl den Straßenverkehr an einer stark frequentierten Furt über die Ybbs, da er wahrscheinlich direkt an der Limesstraße stand, die vom Loco Felicis, Mauer an der Url (Kastell Wallsee?), nach Pöchlarn (Kastell Arelape) führte. Im Zuge einer 1961 durchgeführten Notgrabung des Österreichischen Bundesdenkmalamtes entdeckte man in einer Schottergrube, 700 m nordöstlich von Neumarkt und 1 km westlich von Kemmelbach (neben frühbronzezeitlichen und frühmittelalterlichen Bestattungen) Fundamente und aufgehendes Mauerwerk eines rechteckigen römischen Gebäudes, welches von den Ausgräbern (Herma Stiglitz-Thaller, Gustav Melzer) als Wachturm identifiziert wurde. Das mehrphasige Gebäude, zusammengefügt aus vermörtelten Bruchsteinen, war noch bis zu einer Höhe von 1,30 m erhalten und 40–60 cm breit. Seine Innenmaße betrugen 4,3 × 2,9 m. Der Eingang lag im Nordwesten. Es konnten hier ein Stiegenabgang (zwei etwa 1,25 m breite Stufen) und eine Türschwelle dokumentiert werden. Etwa 35 m entfernt fand man noch Spuren eines Wehrgrabens. Der Estrichbefund lässt auch noch eine ältere Bauphase erkennen. Er war 2,10–2,55 m dick und lag auf einer Schicht Rollschotter, die vermutlich zur Isolation diente. Darunter befand sich noch eine etwa drei Zentimeter starke, dunkle Erdschicht. Die Fundobjekte wurden nicht publiziert. Auch in puncto Datierung ist heute keine genaue Eingrenzung mehr möglich. Der Wachtturm von Neumarkt stammte vermutlich aus valentinianischer Zeit. | 48° 8′ 54,2″ N, 15° 4′ 45,9″ O |

## Denkmalschutz
Die Anlagen sind Bodendenkmäler im Sinne des Denkmalschutzgesetzes. Nachforschungen und gezieltes Sammeln von Funden ohne Genehmigung des Bundesdenkmalamtes stellen eine strafbare Handlung dar. Zufällige Funde archäologischer Objekte (Keramik, Metall, Knochen etc.), sowie alle in den Boden eingreifenden Maßnahmen sind dem Bundesdenkmalamt (Abteilung für Bodendenkmale) zu melden.